# 고창군 을
고창군 을은 대한민국의 옛 국회의원 선거구이다. 당시 전라북도 고창군의 일부 지역을 관할했다.

## 역사
제헌 국회의원 선거를 앞두고 고창군의 일부 지역을 관할하는 선거구로 신설되었다. 신설 당시 고창군 아산면, 해리면, 심원면, 흥덕면, 성내면, 신림면, 부안면을 관할했다.
제6대 국회의원 선거를 앞두고 고창군 갑, 을 선거구가 통합되면서 고창군 단독 선거구를 이루게 됨에 따라 폐지되었다.

## 역대 국회의원
| 선거   | 정당 | 정당       | 의원   |
| ------ | ---- | ---------- | ------ |
| 1948년 |      | 한국민주당 | 백관수 |
| 1950년 |      | 무소속     | 신용욱 |
| 1954년 |      | 자유당     | 신용욱 |
| 1958년 |      | 민주당     | 홍순희 |
| 1960년 |      | 무소속     | 김상흠 |

## 역대 선거 결과

### 대한민국 제헌 국회의원 선거
|  | 67.53% |

|  | 17.27% |

|  | 15.18% |

### 대한민국 제2대 국회의원 선거
|  | 18.02% |

|  | 17.28% |

|  | 16.09% |

|  | 13.66% |

|  | 7.79% |

|  | 7.65% |

|  | 7.08% |

|  | 3.75% |

|  | 3.25% |

|  | 2.89% |

|  | 2.49% |

### 대한민국 제3대 국회의원 선거
|  | 55.47% |

|  | 31.43% |

|  | 13.09% |

### 대한민국 제4대 국회의원 선거
|  | 51.30% |

|  | 48.69% |

### 대한민국 제5대 국회의원 선거
|  | 24.09% |

|  | 21.40% |

|  | 18.61% |

|  | 14.92% |

|  | 14.60% |

|  | 6.35% |